# Königstein (fästning)

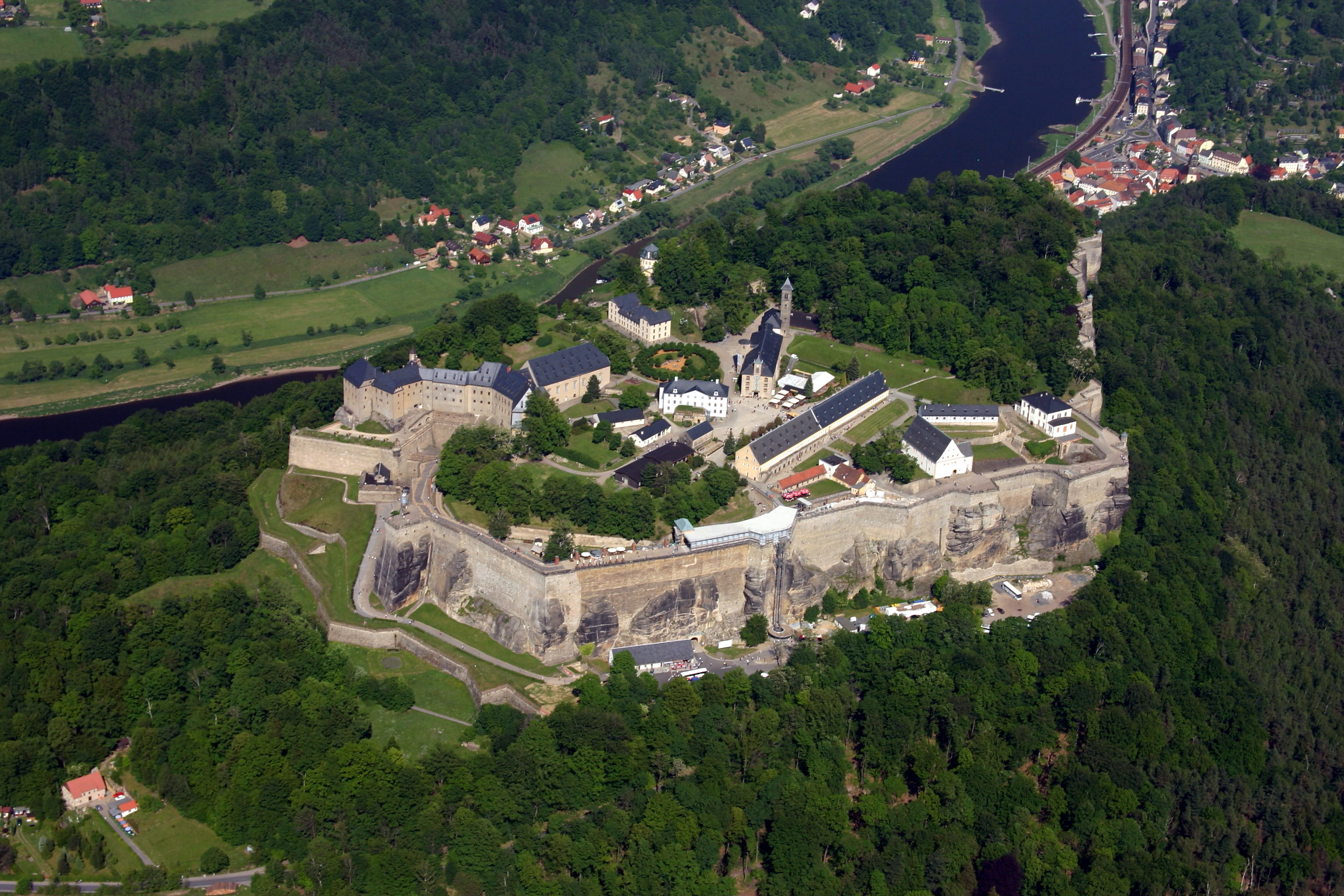
Fästningen Königstein 2008.

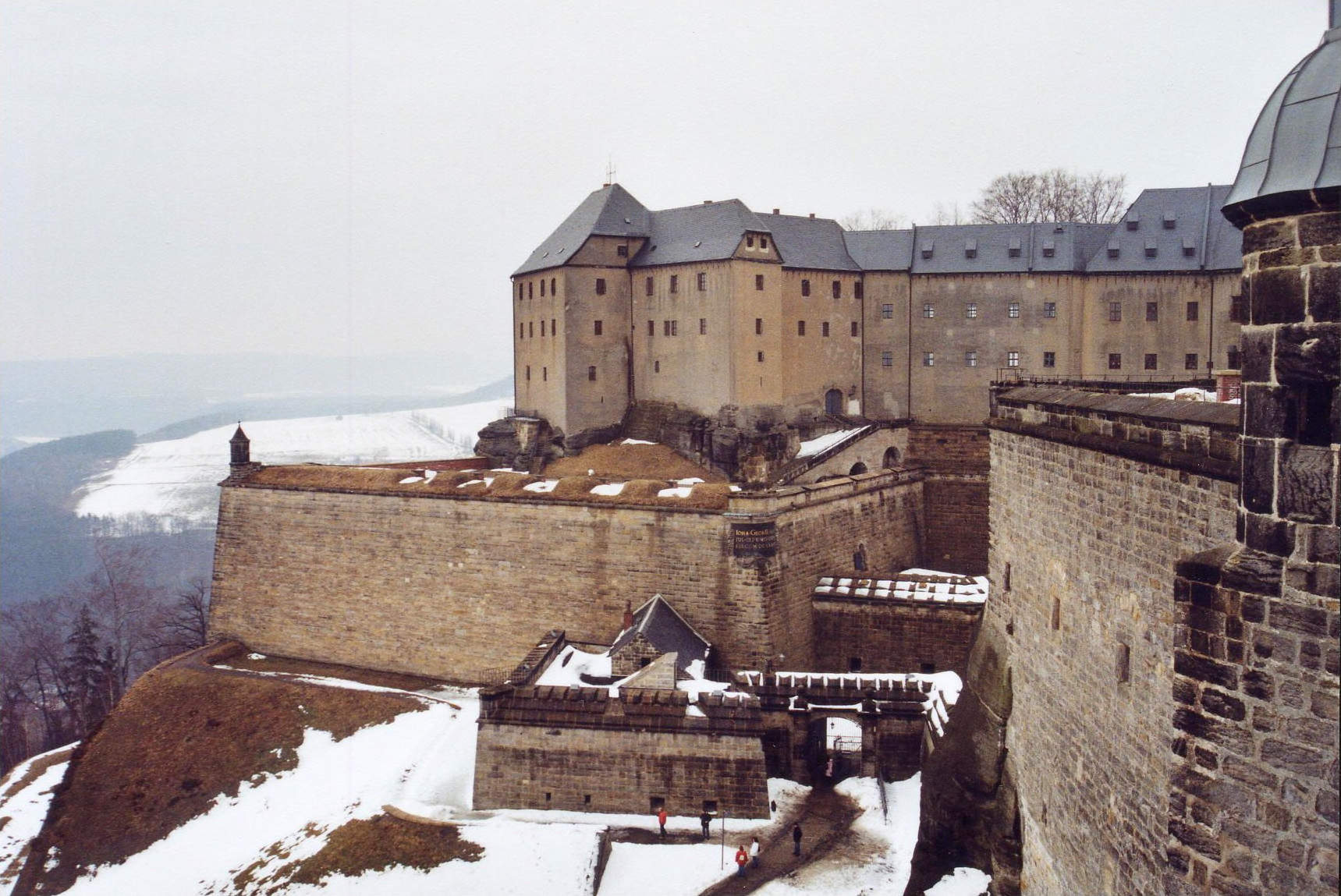
Fästningen Königstein 2006.

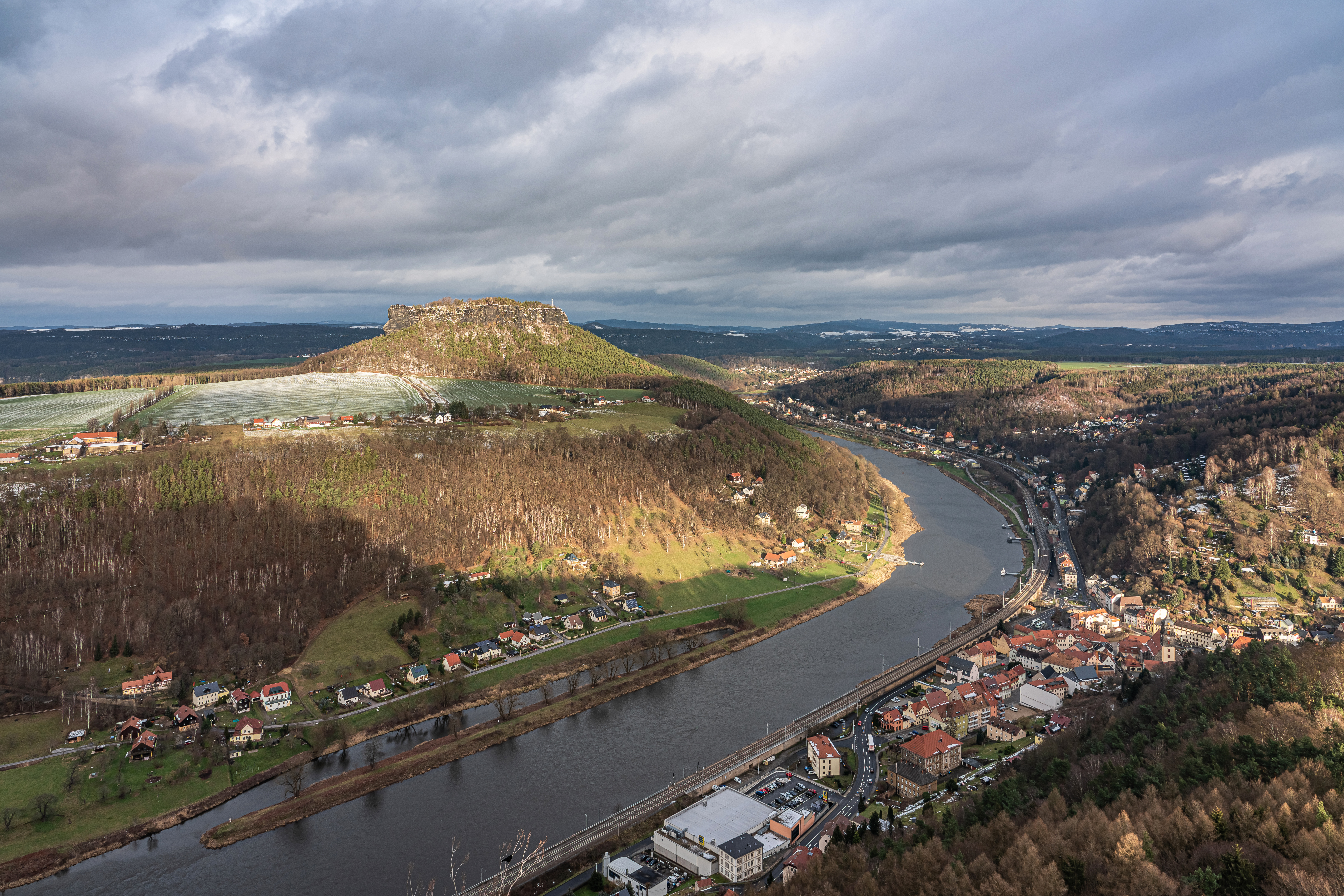
Utsikt över floden Elbes dalgång.

Königsteins fästning är en bergfästning som ligger nordväst om staden Königstein i Sachsen i Tyskland vid Bielas förening med Elbe och vid Elbes vänstra strand.  Fästningen ligger på en på tre sidor lodrätt uppstigande sandstensklippa vars byggande började 1589 och inte avslutade förrän 1731. Den är svårtillgänglig och  behärskade hela den omgivande trakten men har aldrig varit belägrad. En 152 meter djup brunn, som är huggen i klippan, sinar aldrig och lämnar vatten till fästningen.
Königsteins fästning tjänade i ofredstider de sachsiske furstarna till förvaringsort för statskassan och andra dyrbarheter  och har begagnats som statsfängelse. Bland fångar på fästningen kan nämnas livländaren Johann Patkul (1705), svensken Johan Simmingsköld (död där 1796), ryssen Michail Bakunin (1849) och socialdemokraten August Bebel.